# Canton de Douai
Le canton de Douai est une circonscription électorale française du département du Nord créée par le décret du 17 février 2014. Il tient lieu de circonscription d'élection des conseillers départementaux et entre en vigueur lors des élections départementales de 2015.

## Histoire
Un nouveau découpage territorial du département du Nord entre en vigueur à l'occasion des premières élections départementales suivant le décret du 17 février 2014. Les conseillers départementaux sont, à compter de ces élections, élus au scrutin majoritaire binominal mixte. Les électeurs de chaque canton élisent au Conseil départemental, nouvelle appellation du Conseil général, deux membres de sexe différent, qui se présentent en binôme de candidats. Les conseillers départementaux sont élus pour 6 ans au scrutin binominal majoritaire à deux tours, l'accès au second tour nécessitant 12,5 % des inscrits au 1er tour. En outre la totalité des conseillers départementaux est renouvelée. Ce nouveau mode de scrutin nécessite un redécoupage des cantons dont le nombre est divisé par deux avec arrondi à l'unité impaire supérieure si ce nombre n'est pas entier impair, assorti de conditions de seuils minimaux. Dans le Nord, le nombre de cantons passe ainsi de 79 à 41.
Le canton de Douai est formé de communes des anciens cantons de Douai-Sud-Ouest (5 communes), de Douai-Sud (1 commune) et de Douai-Nord-Est (1 commune). Il est entièrement inclus dans l'arrondissement de Douai. Le bureau centralisateur est situé à Douai.

## Représentation

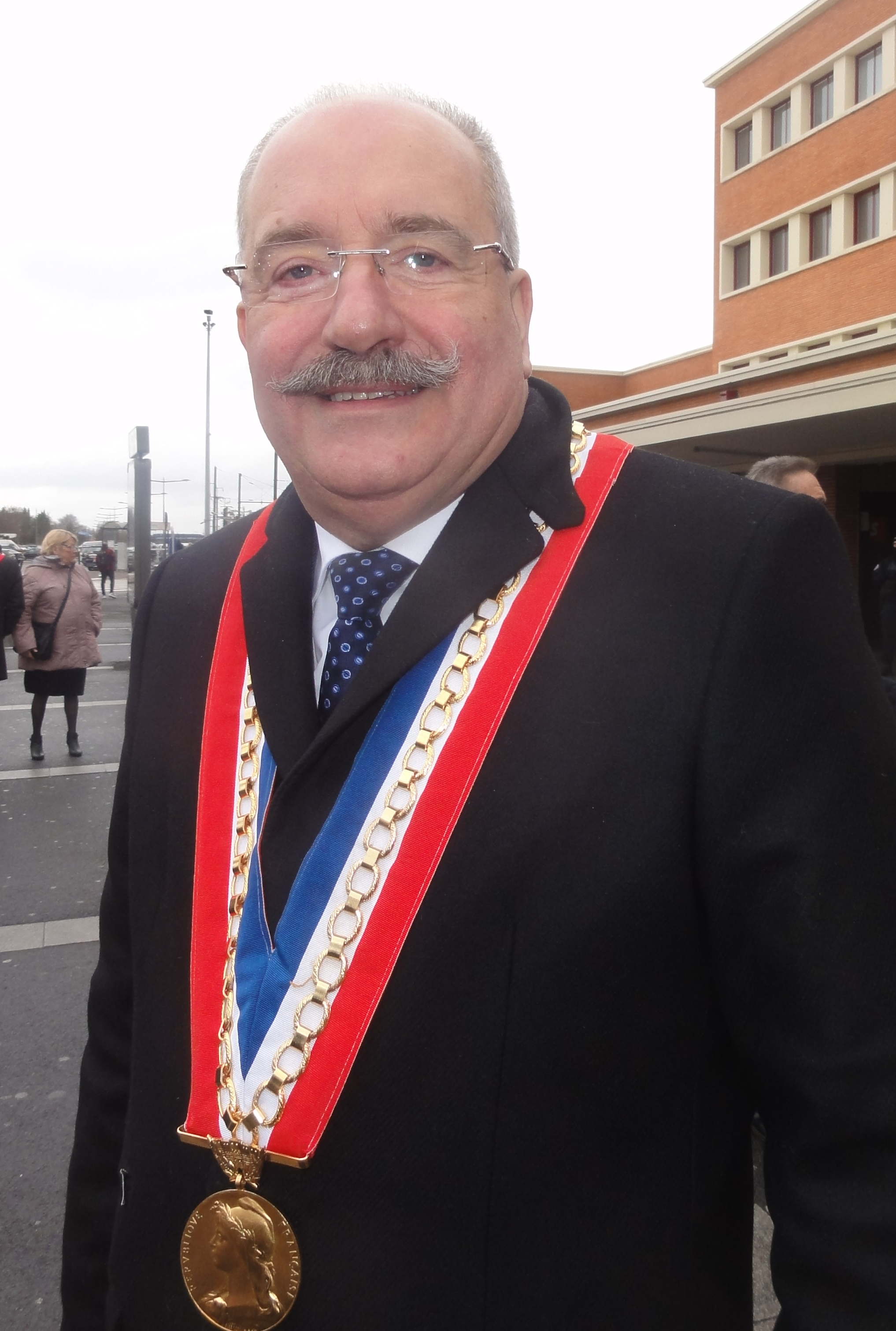
Christian Poiret lors de la manifestation contre la suppression des dessertes TGV en gare de Douai du 2 mars 2019.

| Période élective | Période élective | Mandat | Mandat   | Identité         | Nuance | Nuance | Qualité |
| ---------------- | ---------------- | ------ | -------- | ---------------- | ------ | ------ | --- |
| 2015             | 2021             | 2015   | 2021     | Christian Poiret |        | DVD    | Maire de Lauwin-Planque Président de Douaisis Agglo Premier vice-président chargé des Finances, du Contrôle de gestion, de l'Administration générale et de l'Aménagement du territoire Ancien conseiller général du Canton de Douai-Sud-Ouest (2001-2015) |
| 2015             | 2021             | 2015   | 2021     | Caroline Sanchez |        | DVD    | Fonctionnaire Adjointe au maire de Lambres-lez-Douai |
| 2021             | 2028             | 2021   | en cours | Christian Poiret |        | DVD    | Conseiller sortant Président du conseil départemental |
| 2021             | 2028             | 2021   | en cours | Caroline Sanchez |        | DVD    | Conseillère sortante Maire de Lambres-lez-Douai (depuis 2023) |

### Résultats détaillés

#### Élections de mars 2015
À l'issue du 1er tour des élections départementales de 2015, deux binômes sont en ballottage : Chantal Bojanek et Jean-Paul Vermeulen (FN, 34,78 %) et Christian Poiret et Caroline Sanchez (Union de la Droite, 32,85 %). Le taux de participation est de 42,72 % (18 770 votants sur 43 935 inscrits) contre 46,81 % au niveau départemental et 50,17 % au niveau national.
Au second tour, Christian Poiret et Caroline Sanchez (Union de la Droite) sont élus avec 60,82 % des suffrages exprimés et un taux de participation de 44,17 % (10 858 voix pour 19 408 votants et 43 936 inscrits).

#### Élections de juin 2021
Le premier tour des élections départementales de 2021 est marqué par un très faible taux de participation (33,26 % au niveau national). Dans le canton de Douai, ce taux de participation est de 30,02 % (12 761 votants sur 42 514 inscrits) contre 30,39 % au niveau départemental. À l'issue de ce premier tour, deux binômes sont en ballottage : Christian Poiret et Caroline Sanchez (Union à droite, 35,36 %) et Katia Bittner et Frédéric Chéreau (Union à gauche avec des écologistes, 33,58 %).
Le second tour des élections est marqué une nouvelle fois par une abstention massive équivalente au premier tour. Les taux de participation sont de 34,36 % au niveau national, 31,01 % dans le département et 31,84 % dans le canton de Douai. Christian Poiret et Caroline Sanchez (Union à droite) sont élus avec 51,38 % des suffrages exprimés (6 438 voix pour 13 537 votants et 42 522 inscrits),,.

## Composition
Le canton de Douai comprend sept communes entières.
| Nom                           | Code Insee | Intercommunalité  | Superficie (km2) | Population (dernière pop. légale) | Densité (hab./km2) | Modifier                                    |
| ----------------------------- | ---------- | ----------------- | ---------------- | --------------------------------- | ------------------ | ------------------------------------------- |
| Douai (bureau centralisateur) | 59178      | CA Douaisis Agglo | 16,88            | 39 833 (2022)                     | 2 360              | modifier les données · modifier les données |
| Courchelettes                 | 59156      | CA Douaisis Agglo | 1,67             | 2 868 (2022)                      | 1 717              | modifier les données · modifier les données |
| Cuincy                        | 59165      | CA Douaisis Agglo | 7,01             | 6 499 (2022)                      | 927                | modifier les données · modifier les données |
| Esquerchin                    | 59211      | CA Douaisis Agglo | 5,34             | 902 (2022)                        | 169                | modifier les données · modifier les données |
| Flers-en-Escrebieux           | 59234      | CA Douaisis Agglo | 7,11             | 5 533 (2022)                      | 778                | modifier les données · modifier les données |
| Lambres-lez-Douai             | 59329      | CA Douaisis Agglo | 8,81             | 4 902 (2022)                      | 556                | modifier les données · modifier les données |
| Lauwin-Planque                | 59334      | CA Douaisis Agglo | 3,67             | 1 593 (2022)                      | 434                | modifier les données · modifier les données |
| Canton de Douai               | 5915       |                   | 50,49            | 62 130 (2022)                     | 1 231              | modifier les données                        |

## Démographie
En 2022, le canton comptait 62 130 habitants, en évolution de −0,68 % par rapport à 2016 (Nord : +0,51 %, France hors Mayotte : +2,11 %).
| 2013   | 2018   | 2022   |
| ------ | ------ | ------ |
| 64 020 | 62 298 | 62 130 |